# Сухопутные войска Сербии

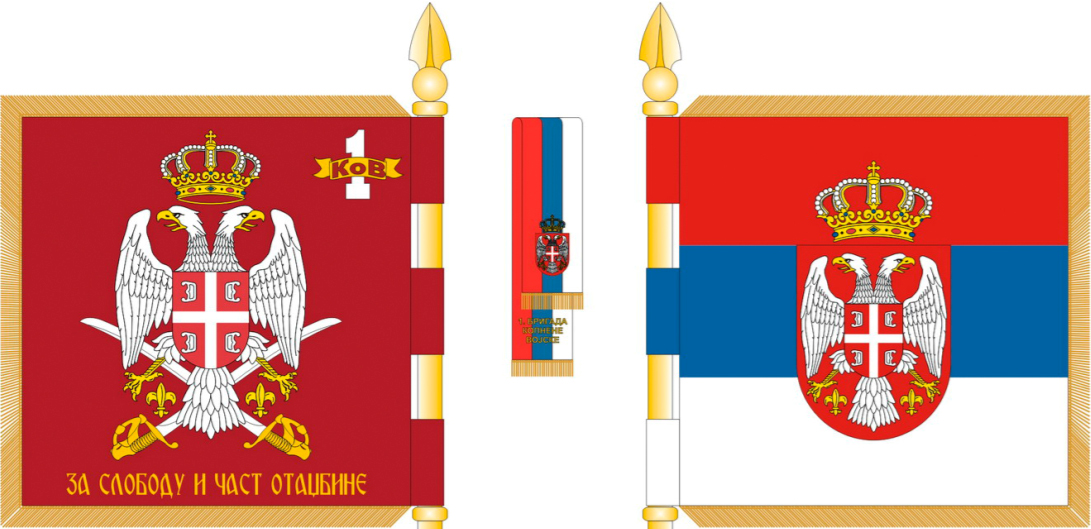
Флаг Сухопутных войск Сербии

Сухопутные войска Сербии (серб. Копнена војска Србије) — наиболее крупная составляющая Вооружённых сил Сербии. Их устройство, состав, вооружение регулируются миссиями и задачами сербской армии.

## Общее описание, задачи
Основные задачи:
- защита территории страны
- подготовка резерва и обеспечение развития армии
- участие в международных миротворческих миссиях и военном сотрудничестве
- всяческое содействие гражданским властям

День сухопутных войск отмечается 16 ноября. В этот день в 1914 году началось одно из важнейших сражений Первой мировой войны — Колубарская битва. Со стороны сербской армии в ней приняли участие 16 пехотных и одна кавалерийская дивизия при поддержке 426 артиллерийских орудий.
Штаб сухопутных войск находится в Нише.

## Состав

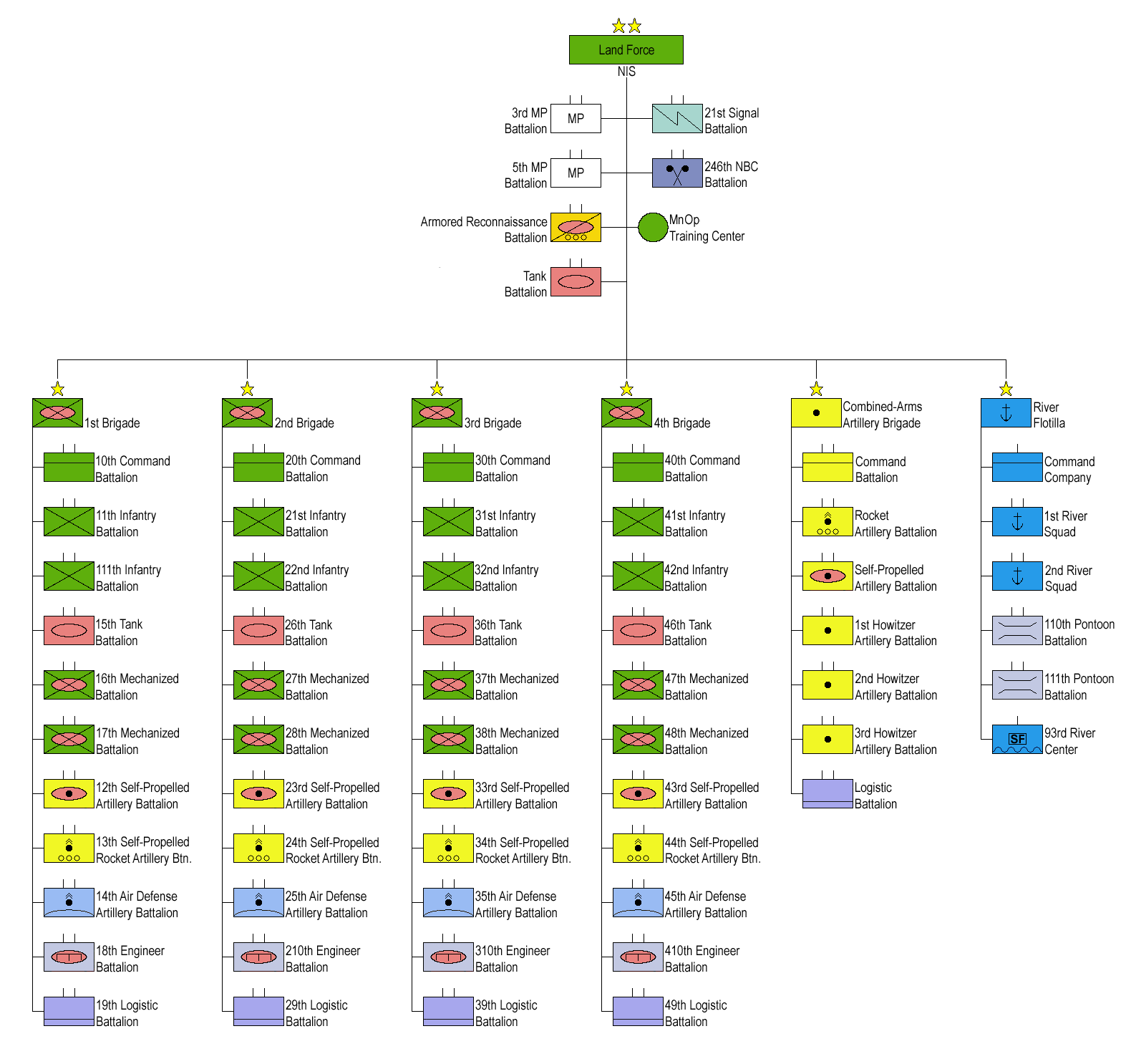
Структура сухопутных войск Сербии

По состоянию на 2015 год структура Сухопутных войск Сербии выглядела следующим образом:
- 1-я бригада (Нови-Сад)
- 2-я бригада (Кралево)
- 3-я бригада (Ниш)
- 4-я бригада (Вране)
- Смешанная артиллерийская бригада (Ниш)
- 21-й батальон связи (Ниш)
- 246-й батальон РХБЗ (Крушевац)
- 3-й батальон военной полиции (Ниш)
- 5-й батальон военной полиции (Белград)
- Речная флотилия (Нови-Сад)

## Вооружение и военная техника

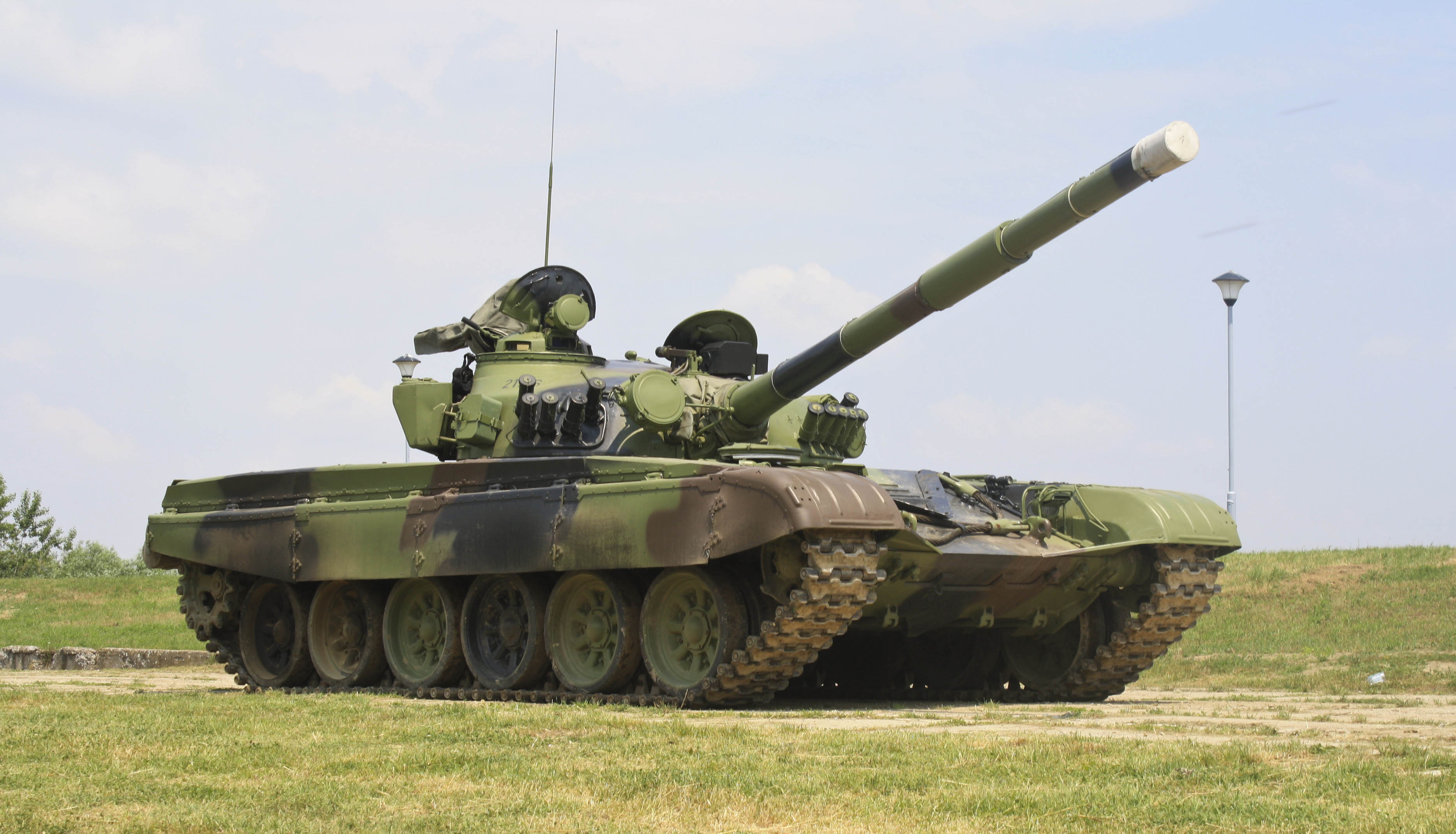
Танк М-84 Сухопутных войск Сербии

На вооружении Сухопутных войск Сербии стоит множество различных образцов бронетехники, артиллерии, стрелкового оружия, средств противовоздушной обороны и т. д. Они распределены между четырьмя отдельными батальонами, шестью бригадами и Речной флотилией. Танки М-84 и Т-72, БМП-80, САУ 2С1, РСЗО М-77 «Огань», БРДМ-2 и др. образцы вооружений находятся в четырёх комбинированных бригадах. РСЗО М-87 «Оркан», РСЗО М-77 «Огањ», гаубица М-84 «НОРА», орудие М-46 и прочие образцы стоят на вооружении дивизионов смешанной артиллерийской бригады. Современное стрелковое вооружение иностранного производства, в основном, распределено среди подразделений Специальной бригады и батальонов военной полиции. На вооружении Речной флотилии находятся ряд небольших судов и инженерные средства. 
Поставки новых образцов вооружений и модернизацию уже имеющихся осуществляет военно-промышленный комплекс Сербии.

## Командующие
- генерал-подполковник Младен Чиркович[серб.] (2006—2009)
- генерал-подполковник Любиша Дикович (2009—2011)
- генерал Милан Мойсилович (2011—2013)[5]
- генерал-подполковник Александр Живкович[6] (2013—2014)
- генерал-подполковник Милосав Симович (с 2014)[7]

## Знаки различия

### Генералы и офицеры
| Категории               | Генералы      | Генералы            | Генералы          | Генералы         | Старшие офицеры | Старшие офицеры | Старшие офицеры | Младшие офицеры    | Младшие офицеры   | Младшие офицеры | Младшие офицеры   |
| ----------------------- | ------------- | ------------------- | ----------------- | ---------------- | --------------- | --------------- | --------------- | ------------------ | ----------------- | --------------- | ----------------- |
|                         |               |                     |                   |                  |                 |                 |                 |                    |                   |                 |                   |
| Сербское звание         | Генерал       | Генерал потпуковник | Генерал мајор     | Бригадни генерал | Пуковник        | Потпуковник     | Мајор           | Капетан прве класе | Капетан           | Поручник        | Потпоручник       |
| Российское соответствие | Генерал армии | Генерал-полковник   | Генерал-лейтенант | Генерал-майор    | Полковник       | Подполковник    | Майор           | Капитан            | Старший лейтенант | Лейтенант       | Младший лейтенант |

### Сержанты и рядовые
| Категории               | Подофицеры                                                        | Подофицеры                                                                        | Подофицеры                                                       | Подофицеры                             | Подофицеры                                       | Подофицеры             | Рядовые                                                          | Рядовые                 | Рядовые                     | Рядовые            |
| ----------------------- | ----------------------------------------------------------------- | --------------------------------------------------------------------------------- | ---------------------------------------------------------------- | -------------------------------------- | ------------------------------------------------ | ---------------------- | ---------------------------------------------------------------- | ----------------------- | --------------------------- | ------------------ |
|                         |                                                                   |                                                                                   |                                                                  |                                        |                                                  |                        |                                                                  |                         |                             | нет                |
| Сербское звание         | Заставник прве класе (рус. знаменосец (прапорщик) первого класса) | Заставник (рус. знаменосец, знаменщик, прапорщик, от серб. застава — флаг, знамя) | Старији водник прве класе (рус. старший взводный первого класса) | Старији водник (рус. старший взводный) | Водник прве класе (рус. взводный первого класса) | Водник (рус. взводный) | Млађи водник (рус. младший взводный, от серб. слова вод — взвод) | Десетар (рус. десятник) | Разводник (рус. разводящий) | Војник (рус. воин) |
| Российское соответствие | Старший прапорщик                                                 | Прапорщик                                                                         | нет                                                              | Старшина                               | нет                                              | Старший сержант        | Сержант                                                          | Младший сержант         | Ефрейтор                    | Рядовой            |

### Знаки на головные уборы
| Металлические знаки | Вышитые знаки |
| ------------------- | ------------- |
|                     |               |